# Ishy Bilady
Ishy Bilady este imnul național al Emiratelor Arabiei Unite. Melodia a fost scrisă în 1971, iar versurile au fost compuse în 1996 de către Aref Al Sheikh Abdullah Al Hassan.
Transcript limba araba:
عيشي بلادي عاش اتحاد إماراتنا
عشت لشعب دينه الإسلام هديه القرآن
حصنتك بسم الله يا وطن
بلادي بلادي بلادي بلادي
حماك الله شرور الزمان
أقسمنا أن نبني نعمل
نعمل نخلص نعمل نخلص
مهما عشنا نخلص نخلص..
دام الأمان وعاش العلم يا إماراتنا
رمزالعروبة كلنا نفديكِ
بالدما نرويكِ
نفديك بالأرواح يا وطن.
Transcriere fonetica:
Ishi Biladi Asha tihaadu imaaratinah
Ishti Lishabin
Dinu hul islamu Hadhyu Ul Qura`anu
Hassantuk Bismillah Ya Watan
Biladi Biladi Biladi Biladi
Hamaki Elahu Shuroorazaman
Aqsamna an nabneya na'amal
naamal nukhlis naamal nukhlis
Mahima Ehna nukhlis nukhlis
daamal amaanwa aashal alam ya imaaratinah
Ramzul Aroobati Kulluna nafdeeqi
Biddima narweeqi
Nafdeeqa Bil arwah ya Watan
Traducere Limba Romana:
Traiasca-mi tara, traiasca Unirea Emiratelor
Traiasca pentru poporul
A carui religie este islamul si ghidul sau Coranul
In numele lui Dumnezeu te voi intari, patria mea
Tara mea, tara mea, tara mea, tara mea,
Dumnezeu sa te apere de relele timpului
Am jurat sa construim si sa muncim
Munca, loialitate, munca loialitate
Cat vom trai iti vom fi credinciosi, credinciosi
Dureze pacea, ridica-se steagul, o Emirate
Simbol al arabismului
Ne vom sacrifica si sangele ti-l vom da
Si sufletele noastre pentru tine patrie